# دره‌های عمیق (فیلم)
دره‌های عمیق (انگلیسی: The Canyons) فیلمی در ژانر درام و شهوانی به کارگردانی پل شریدر است که در سال ۲۰۱۳ منتشر شد. از بازیگران آن می‌توان به لیندزی لوهان، نولان جرارد فانک، گاس ون سنت و جیمز دین اشاره کرد.

## خلاصه داستان
زمانی که کریستین که شغل هالیوودی دارد، متوجه می‌شود لارا با سردسته گروه فیلمسازی‌اش رابطه مخفیانه دارد، تصمیم می‌گیرد که انتقامی خونین بگیرد…